# Damrak, côté Est
Damrak, côté Est est un tableau peint par George Hendrik Breitner vers 1903. Il mesure 100 cm de haut sur 151 cm de large. Il est conservé au Rijksmuseum à Amsterdam. Il est acquis par ce dernier en 1922.
Il représente l'avenue Damrak à Amsterdam.